# Petar Mladenov
Petar Toshev Mladenov (en búlgaro: Петър Тошев Младенов) (Vidin, 22 de agosto de 1936 - Sofía, 31 de mayo de 2000) fue un político y diplomático socialista búlgaro. Fue el último presidente del Consejo de Estado de la República Popular de Bulgaria entre el 17 de noviembre de 1989 y el 3 de abril de 1990, fecha en la cual se abolió el cargo al finalizar la etapa socialista del país y proclamarse la República de Bulgaria, por lo que pasó a ser presidente interino hasta el 6 de julio de 1990.
Se casó con Galia Mladenova.

## Biografía
Mladenov nació de una familia campesina en el pueblo de Toshevtsi, en la provincia de Vidin del entonces Reino de Bulgaria. Su padre era un partisano antifascista que murió en acción en 1944. Después de graduarse en una escuela militar, entró a la Universidad de Sofía, y se graduó en el Instituto Estatal de Relaciones Internacionales de Moscú en 1963. Poco después se unió al Partido Comunista Búlgaro, entonces partido único de su país, la República Popular de Bulgaria.

### Trayectoria política

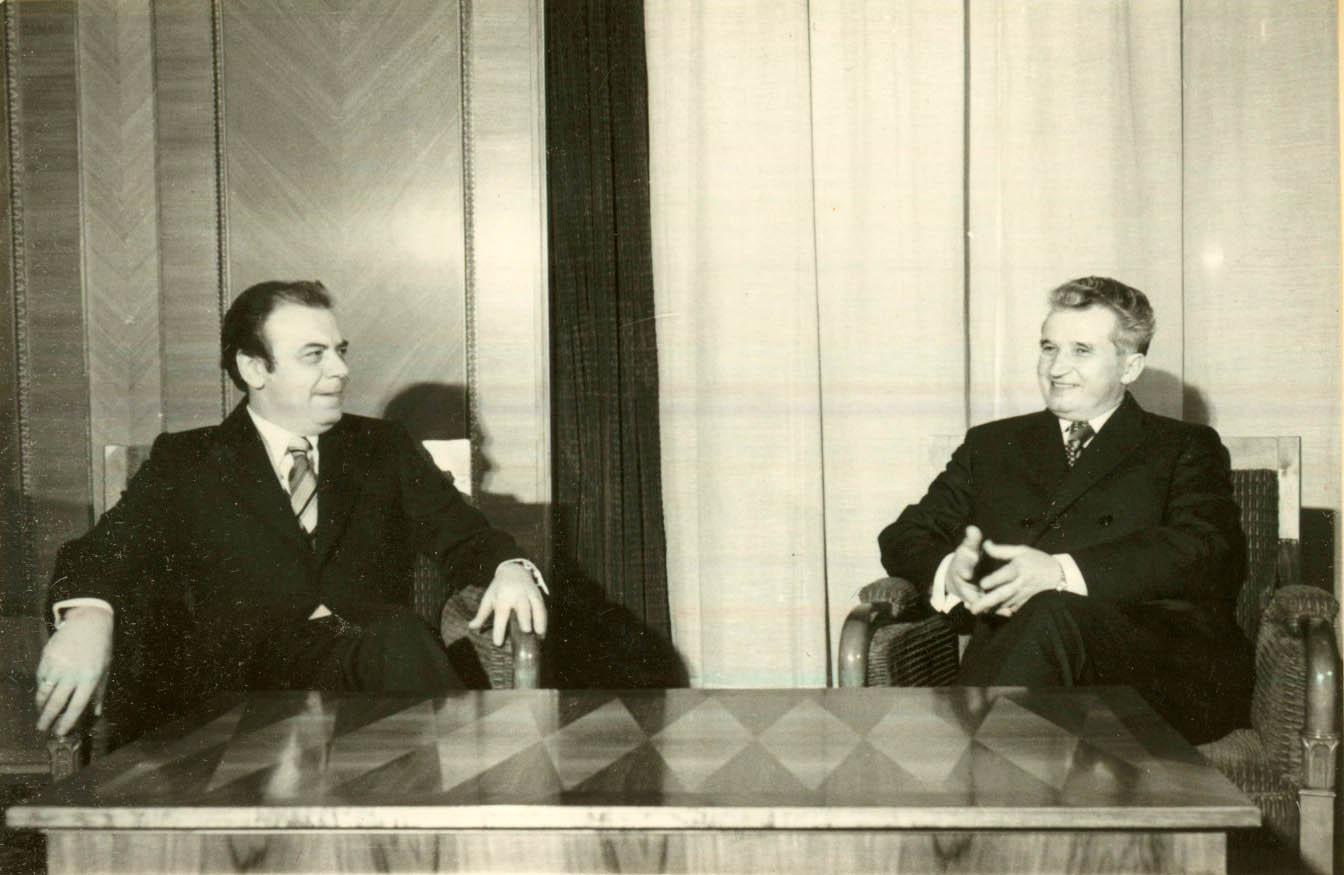
Mladenov junto a Nicolae Ceaușescu, Presidente de la República Socialista de Rumania, en 1978. A diferencia de la revolución que derrocó a Zhivkov, en Rumania Ceaușescu fue derrocado por una violenta revuelta que conllevaría su ejecución.

Mladenov sirvió como primer secretario del comité del partido en la provincia de Vidin de 1969 a 1971. Se unió al Politburó y fue nombrado ministro de Asuntos Exteriores en 1971, sirvió en esa posición durante 18 años. En el mismo año, fue elegido miembro de la Asamblea Nacional. Fue uno de los colaboradores más cercanos al líder de largo plazo Todor Zhivkov.

### Presidente de Bulgaria: 1989 - 1990

#### Llegada al poder
Durante la década de 1980, Mladenov se vio atraído por las reformas de Mijaíl Gorbachov en la Unión Soviética. Viendo en ellas la oportunidad de cambiar la imagen de Bulgaria como uno de los países menos reformados en el bloque soviético. En mayo de 1989, Zhivkov ordenó la expulsión de la mayor parte de los turcos étnicos de Bulgaria. Esto produjo una condena internacional casi unánime, y molestó profundamente a Mladenov, ya que la expulsión de los turcos violaba un pacto de derechos humanos que él mismo, como ministro de asuntos exteriores, se había encargado de firmar meses atrás, lo cual provocaba que muchas de las críticas occidentales fueran dirigidas a él. En el sur del país, donde la mayoría de la población era turca, la expulsión de este grupo étnico significó la pérdida de aproximadamente 300.000 trabajadores, lo que se tradujo en serios problemas económicos.
Varios otros altos funcionarios, entre ellos el ministro de Defensa Dobri Dzhurov, el primer ministro Georgi Atanasov y el ministro de Finanzas Andrei Lukanov, estaban también molestos por la expulsión de los turcos, por lo que aceptaron unirse Mladenov y conspirar para expulsar a Zhivkov del poder. Con posterioridad, Mladenov tuvo una reunión con Mijaíl Gorbachov, que le dio su apoyo tácito para poner fin al régimen de Zhivkov. En octubre, Mladenov organizó una conferencia ambiental de 35 naciones e invitó a la ONG búlgara Ecoglasnost a participar. Diez días después de la conferencia, varios miembros de dicha organización fueron atacados y apaleados por la Darzhavna Sigurnost (policía secreta comunista). Al enterarse de esto, Mladenov decidió que Zhivkov debía dejar el poder.
El 24 de octubre, Mladenov dimitió como canciller. Su carta de renuncia fue una mordaz condena de la manera de gobernar el país de Zhivkov. Ante la sospecha de que Zhivkov podría tratar de tomar represalias contra él, le envió una copia de la carta a todo el Politburó, así como a Gorbachov. El 9 de noviembre, justo después de regresar de un viaje a China, Mladenov y sus seguidores obligaron a Zhivkov a renunciar. Mladenov fue elegido secretario general del partido, con lo cual era de facto jefe de Gobierno, y presidente del Consejo de Estado. Este último puesto era equivalente a la del presidente.

#### Transición hacia la democracia
Habiendo comenzado las revoluciones de 1989 en todo el bloque del este, para cuando Mladenov llegó al poder, Bulgaria y Rumania eran los últimos países del Pacto de Varsovia que aún no iniciaban el proceso de democratización, por lo que Mladenov inició un programa de reformas que tenían como objetivo salvar al régimen socialista. A pesar de sus promesas, las personas salieron a las calles casi todos los días para exigir una mayor libertad. Cediendo a lo inevitable, el 11 de diciembre, Mladenov anunció en un discurso televisado que el Partido Comunista estaba abandonando el poder y una elección multipartidista se llevaría a cabo en primavera. A pesar de que en teoría el régimen comunista finalizó con aquel discurso, no fue sino hasta el 2 de enero de 1990 cuando la Asamblea Nacional modificó el artículo 1 de la constitución, derogando la ley de unipartidismo. Un mes más tarde, Mladenov dimitió como Secretario General del partido, a fin de eliminar el estigma de que el jefe de Gobierno del país era el líder comunista.
El 3 de abril, el Consejo de Estado fue abolido, y fue reemplazado por una presidencia ejecutiva. Mladenov fue elegido como el primer titular de este puesto por la Asamblea Nacional bajo el cargo de "Presidente de la República de Bulgaria". Ese mismo mes, el Partido Comunista cambió su nombre a Partido Socialista Búlgaro. Finalmente, renunció al cargo el 6 de julio, no participó en las elecciones, y se retiró de la vida pública.

## Muerte
Mladenov se sometió a un baipás coronario en Houston en 1986, lo que lo dejó en delicado estado de salud en los años siguientes. Murió el 31 de mayo de 2000 en Sofía.